# St. Johannis (Rosche)
Koordinaten: 52° 59′ 8,9″ N, 10° 45′ 11,2″ O

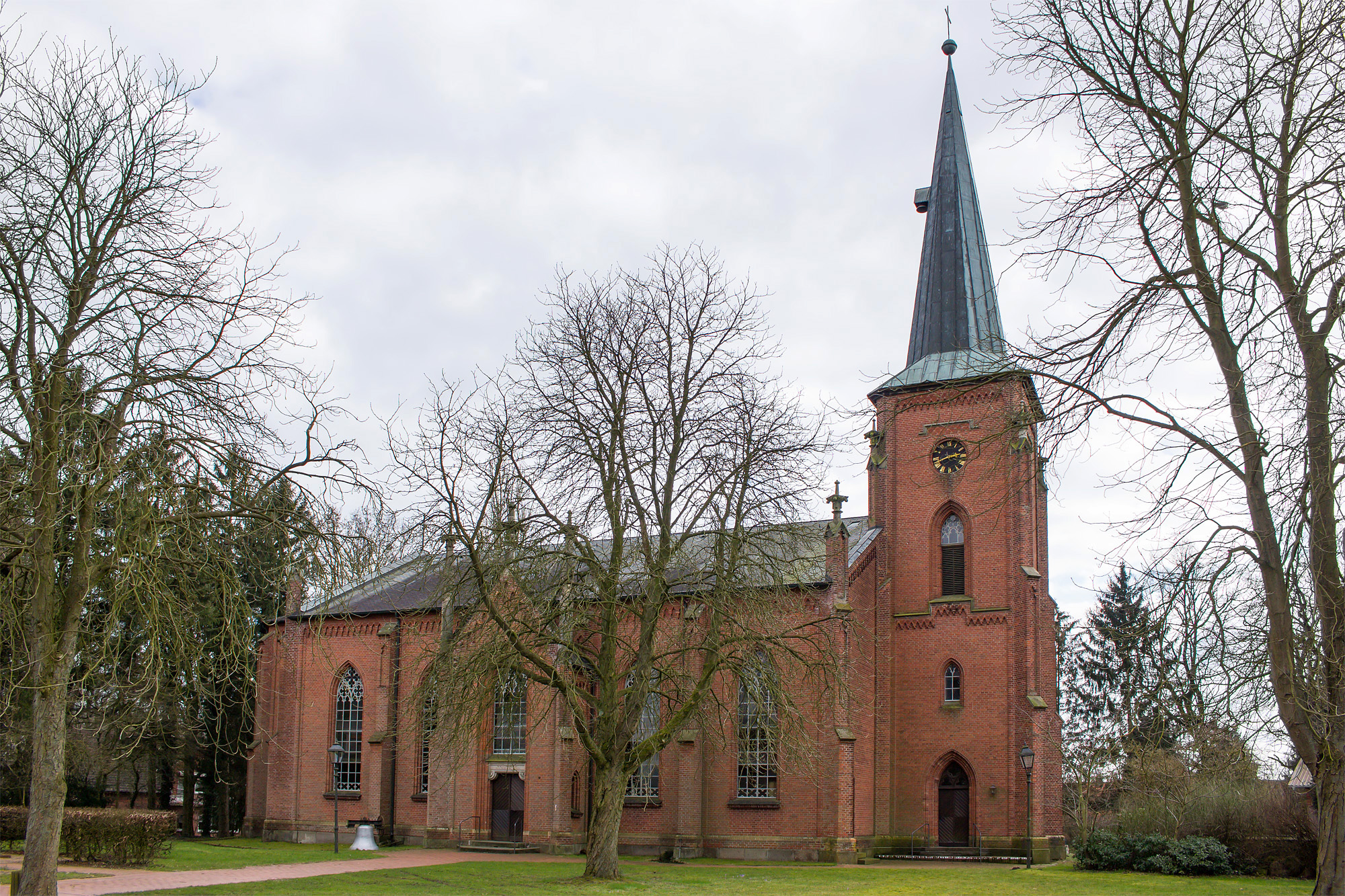
Komplettansicht der Nordseite mit Turm

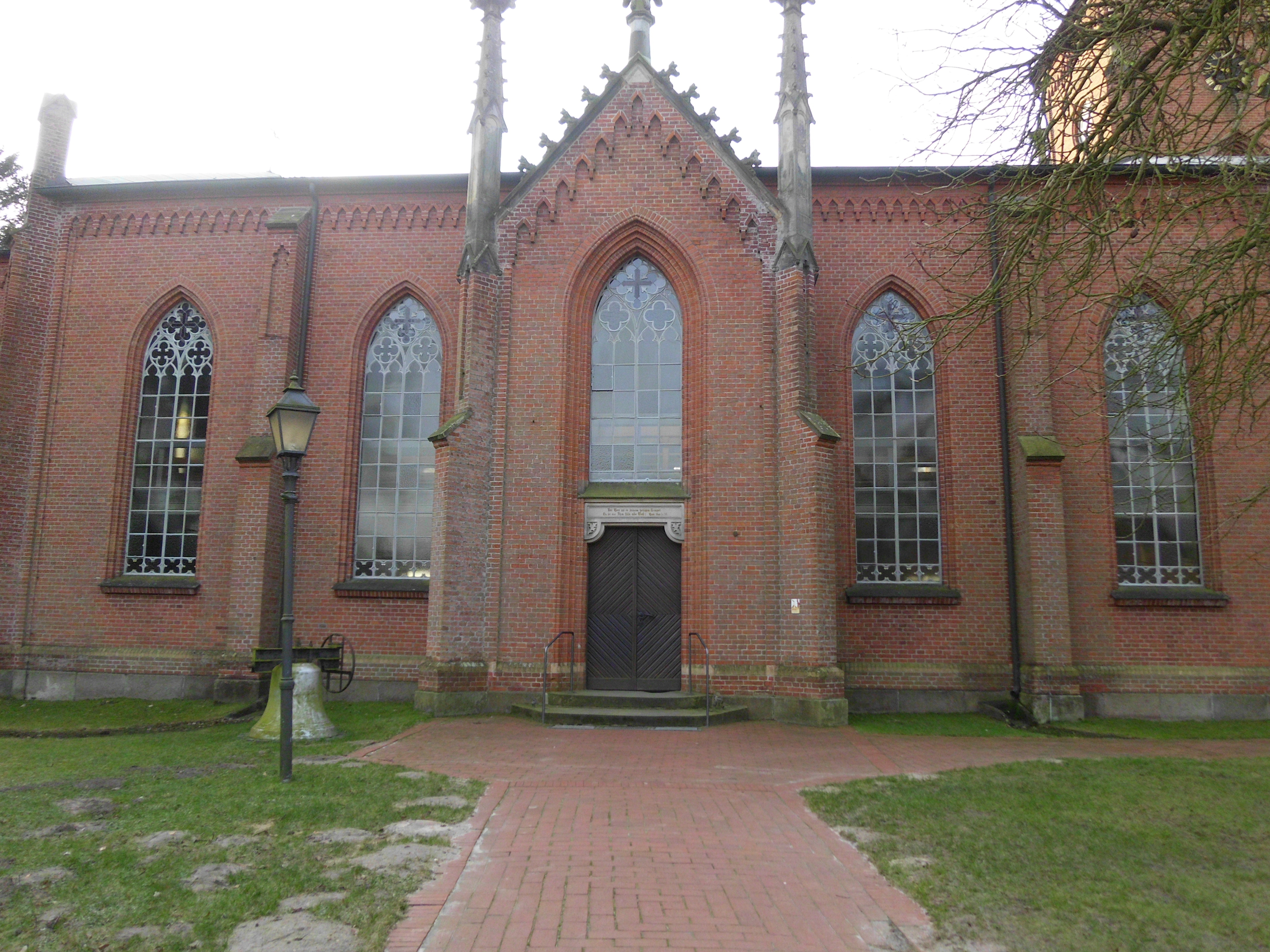
Ansicht der Nordfassade

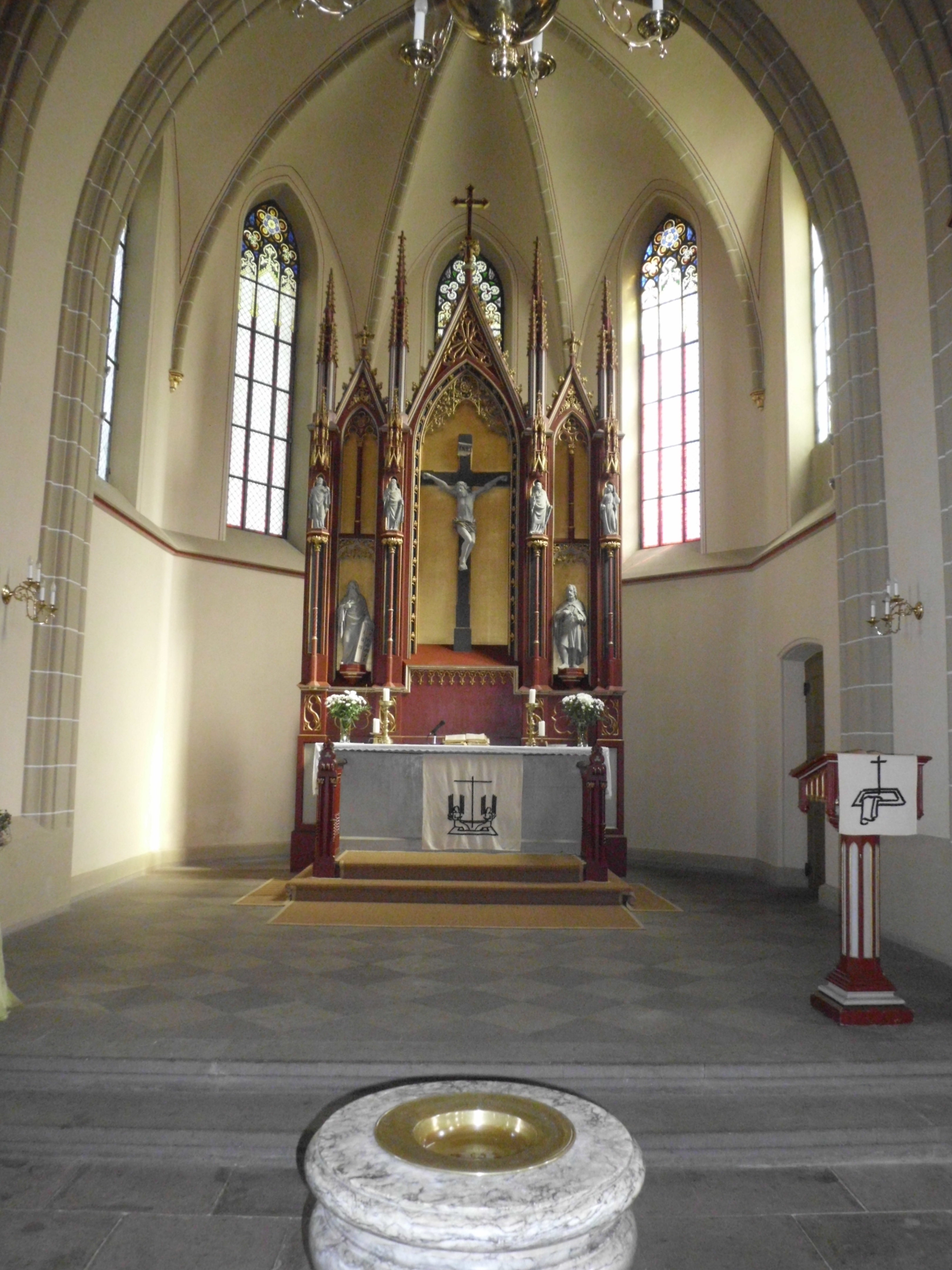
Der Altarraum

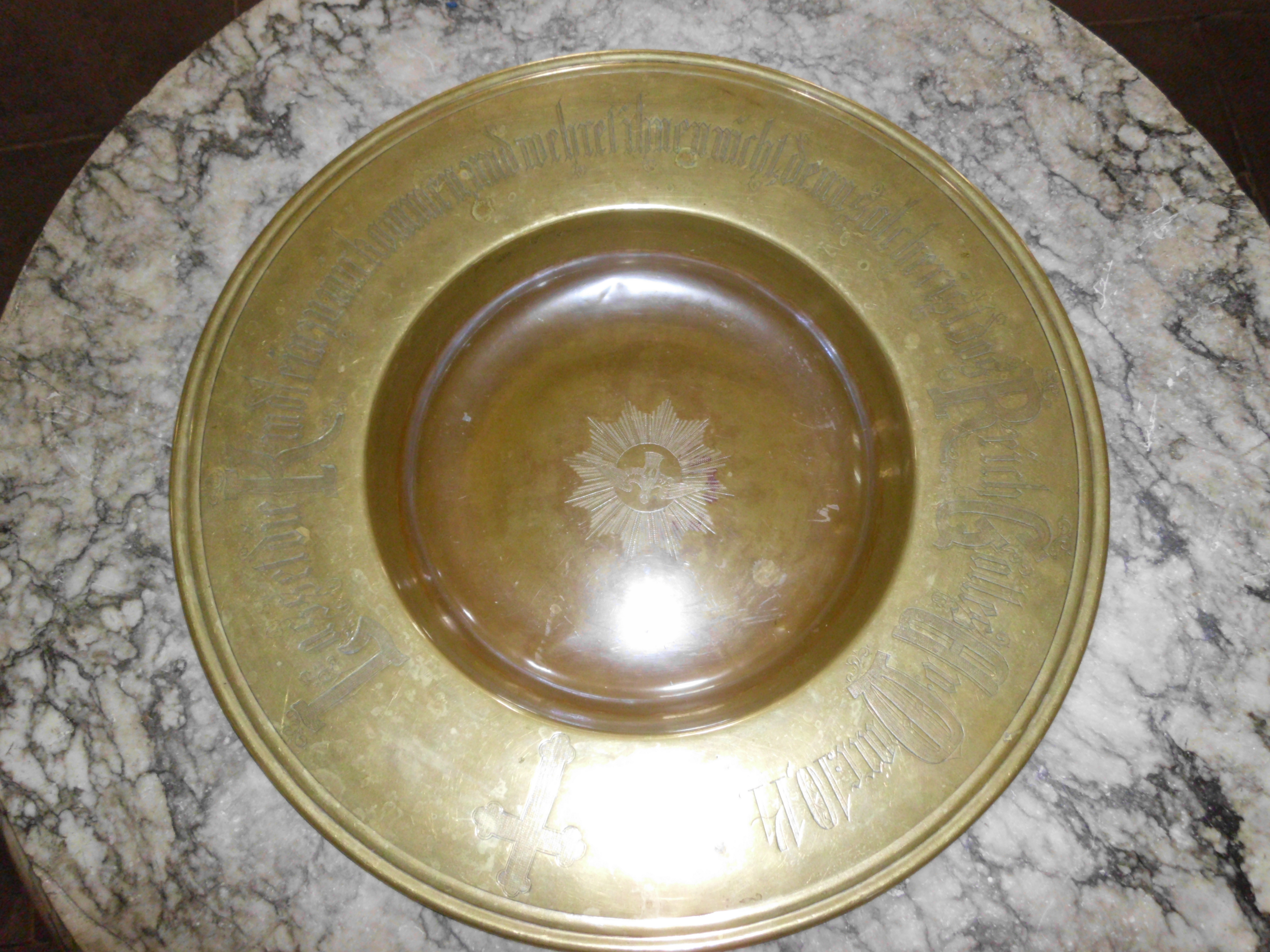
Schale im Taufbecken

Die Kirche St. Johannis ist die Kirche der evangelisch-lutherischen Kirchengemeinde in Rosche, rund 14 km östlich von Uelzen. Direkt neben der Kirche an einem Knotenpunkt befindet sich das Gemeindehaus.
Die Kirche ist ein neugotischer Saalbau aus Backstein und war damit eine der Ersten in der Gegend. Im Westen befindet sich ein massiver Kirchturm, im Norden ist der Kirche ein Vorhaus aus Fachwerk vorgestellt, durch das man die Kirche betreten kann. Das Innere der Kirche wurde durch zahlreiche Priechen bestimmt.

## Geschichte
Die erste Kirche soll schon zur Zeit der Christianisierung um 800 errichtet worden sein. Die erste feste Kirche wurde aber vermutlich erst im 13. oder 14. Jahrhundert erbaut. Die Ortschaft Rosche wird bereits 1133 unter dem Namen Rothessen erwähnt. Seit etwa 1370 heißt der Ort Rosche.
Die beiden Kirchen Rosche und Suhlendorf, die zu dieser Zeit noch eine Gemeinde waren, wurden bis zur Reformation von den Benediktinermönchen aus dem Kloster Oldenstadt versorgt. Die Gemeinde kam damals auf ungefähr 2741 Menschen im Jahr 1660. Die Trennung der beiden Kirchengemeinden erfolgte am 27. Oktober 1774. Bis zum Beginn des 19. Jahrhunderts war Rosche als kleines Rundlingsdorf nur kirchlicher Mittelpunkt der umliegenden 22 Bauerndörfer. Mit Beginn der Industrialisierung entwickelte es sich zu einem Geschäfts- und Gewerbezentrum. An der Stelle, an der heute die Kirche steht, befand sich früher der Friedhof und anstatt des Kriegerdenkmals stand eine kleine, alte Kirche, diese war zerfallen und zudem ungünstig gebaut, sodass es immer wieder zu Nässeschäden am Dachstuhl kam. Zudem war der Kirchturm einsturzgefährdet und es wurde überlegt diesen einfach umfallen zu lassen. Es handelte sich um einen Bau aus Feldsteinen, der nur 350 Personen Platz bot. Die Länge betrug 75 Fuß und die Höhe nur 19 Fuß.
Um 1840 kam eine heftige Diskussion wegen des akuten Platzmangels auf. Man überlegte weitere Priechen anzubauen oder in Richtung Osten zu erweitern, doch all diese Möglichkeiten hätten weitere Probleme aufgeworfen. Dies führte 1860 zum Neubau der Kirche, diese wurde durch Spenden der Gemeindemitglieder finanziert, sowie ein Darlehen der Hannoverschen Landes-Kreditanstalt. Mit dem Bau der Kirche wurde der Architekt Ernst Willhelm Wagner beauftragt. Der Kostenanschlag ohne Uhr und Orgel belief sich auf 19.201 Reichstaler. Als erstes wurde der baufällige Kirchturm abgerissen, die Feldsteine des Turms wurden für das Fundament der neuen Kirche verwendet. Die geplante Kirche war mit 1010 Plätzen berechnet und es lag ein besonderes Augenmerk auf einem gewünschten großen Chorraum und viel Platz vor dem Altar, da dieser beim Abendmahl Platz für 250 Personen bieten sollte. Das Richtfest der Kirche wurde am 20. Dezember 1861 gefeiert. Die Kirche diente zum Zeitpunkt ihrer Erbauung 25 Dorfgemeinden und Gehöften als Gotteshaus.
Die Einweihung der neuen St. Johannis-Kirche mit dem Hannoverschen König Georg V. erfolgte am 14. September 1862. Der Besuch des Königs war für die Gemeinde ein großes Fest zu dem viel Ehrengäste erschienen. Aus nicht näher geklärten Gründen wurde die Kirche beim Bau nicht ausgemalt, aber erst 1905 entschloss sich der damalige Pastor die Kirche im Jugendstil ausmalen zu lassen. Mit dieser Aufgabe wurde der Maler Ebeling aus Hannover beauftragt, auch die Bestuhlung wurde neu bemalt. Die größten Unterschiede zur heutigen, rekonstruierten Fassung dürften die Marmorierung des Chorbogensund die Stuckköpfe in den Zwickeln über dem Boden sein.
Zu den Veränderungen von 1906 bis zum Ende des Zweiten Weltkrieges lässt sich wenig aussagen. Vermutlich bekam die Kirche zu dieser Zeit erstmals eine Heizungsanlage, bestehend aus Ölöfen, die auf den Emporen aufgestellt waren. Den Krieg selbst hat die Kirche relativ gut überstanden, lediglich geringe Schäden am Dach und an den Fenstern waren zu verzeichnen. Der Schaden wurde auf 5.700 RM beziffert, zu beklagen war vor allem der Verlust der beiden Kirchenglocken.
Um 1950 waren die vorher eingebauten Ölöfen so schadhaft, dass sie durch eine Fußbodenwarmluftheizung ersetzt werden mussten. Ein Jahr darauf wurde die Orgelempore im Westen ausgebaut und vergrößert, im gleichen Zuge wurde die Lichtanlage erneuert.
Alle Familien der Kirchengemeinde hatten mit Namen versehene Sitzplätze an mehreren Stellen der Kirche. Männer und Frauen saßen meist getrennt, wobei die Frauen in der vorderen Hälfte saßen. Bei der Renovierung 1952 wurde auch das Gestühl gestrichen und dabei auf eine neue namentliche Verteilung verzichtet.
Im Jahre 1972 fand eine Neubekrönung des Kirchturms statt. Anfang 1988 wurde die Neueindeckung des Kirchenschiffs mit Schiefer angeordnet, gleichzeitig wurde die Restaurierung der Sandsteinfialen mit Ibbenbürener Sandstein genehmigt. Die Gesamtkosten betrugen etwa 425.000 DM.
Nach diesen Restaurierungsarbeiten kamen immer wieder Beschwerden über den Zustand der restlichen Kirche auf, nötige Arbeiten waren: Das Verlegen von Sandstein im Windfang und im vorderen Kirchenschiff, die Neuverglasung der Fenster in Chor und Schiff, Malerarbeiten im gesamten Innenraum, der Einbau einer neuen Warmluftheizung, die Erneuerung der Elektroinstallationen, restaurative Arbeiten zum Freilegen der neugotischen Ornamentmalereien und die vollständige Erneuerung der Beleuchtung. 1998 wurde die Restaurierung fertig gestellt, bei der der Zustand von 1906 wiederhergestellt wurde, da dieser 1952 übermalt wurde. Die Kosten für die Restaurierung beliefen sich auf rund 540.000 DM. Etwa die Hälfte hiervon wurde durch Spenden der Gemeinde aufgebracht, die andere Hälfte aus Zuschüssen des Kirchenkreises finanziert.
Die Roscher Kirche ist eine der wenigen, die den Kirchenbau Mitte des 19. Jahrhunderts repräsentieren. Sie grenzt sich deutlich von den stilistisch geschlossenen Bauten F. A. L. Hellners in Himbergen, Kirchweyhe und Rätzlingen ab. Diese Bauten vom Anfang des 19. Jahrhunderts spiegeln mit ihren einfachen, kubischen Baukörpern, die durch Themenfenster, Risalite, Lisenen und Nischen gegliedert werden, die spätklassizistische Stilrichtung der Zeit um 1800 wider.
Zurzeit ist in Planung die Kirche barrierefrei zu gestalten, hierzu soll eine Rampe gebaut werden.

## Innenausstattung

### Orgel
Die Orgel wurde der Gemeinde zur Einweihung vom hannoverschen König Georg V. geschenkt, der Wert der Orgel lag bei 1500 Reichstalern. An der Orgel wurde das Königswappen und ein lateinischer Spruch(Ex Munificentia Georgii V Hannoverae Regis. Anno Salutis MDCCCLXIII.), welcher frei übersetzt "Von der Großzügigkeit Georg V., der über Hannover herrscht. Im Jahr des Heils 1863" bedeutet, befestigt um an die Großzügigkeit des Königs zu erinnern. Die Orgel hat 22 Register und wurde von dem Harzer Orgelbauer Johann Andreas Engelhardt gebaut.
Links und rechts neben der Orgel waren die Sitzplätze der adligen Familien Graf Grote Göddenstedt und Baron von Estorff Teyendorf. Die Orgel bekam im Jahr 1978 ein Grunderneuerung, dabei blieb das Pfeifenmaterial und der Orgelprospekt erhalten. Am 2. Juli 1978 gab es einen Festgottesdienst zur Einweihung der Orgel. Die Restaurierung kostete 90.000 DM.

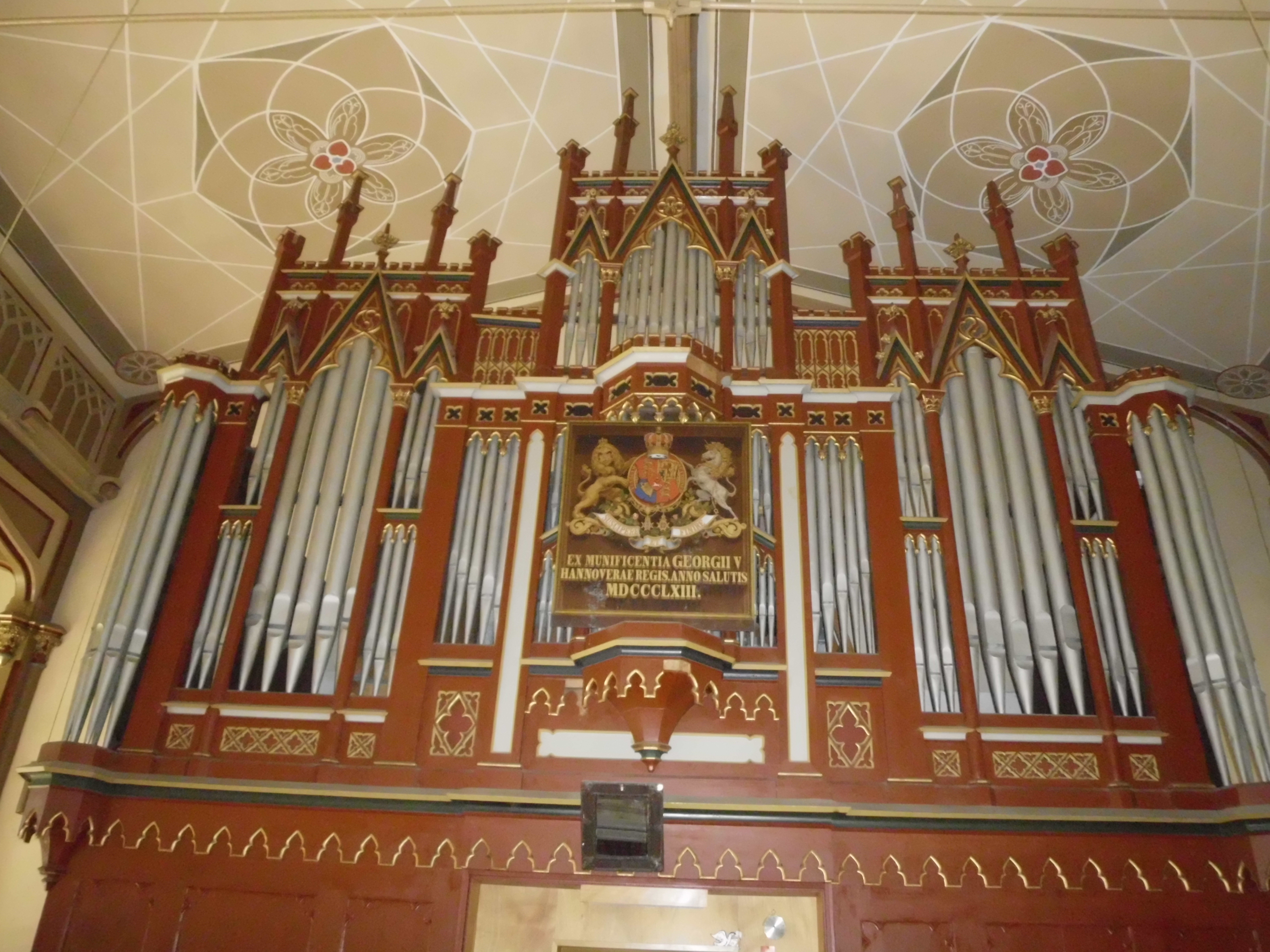
Die Orgelpfeifen
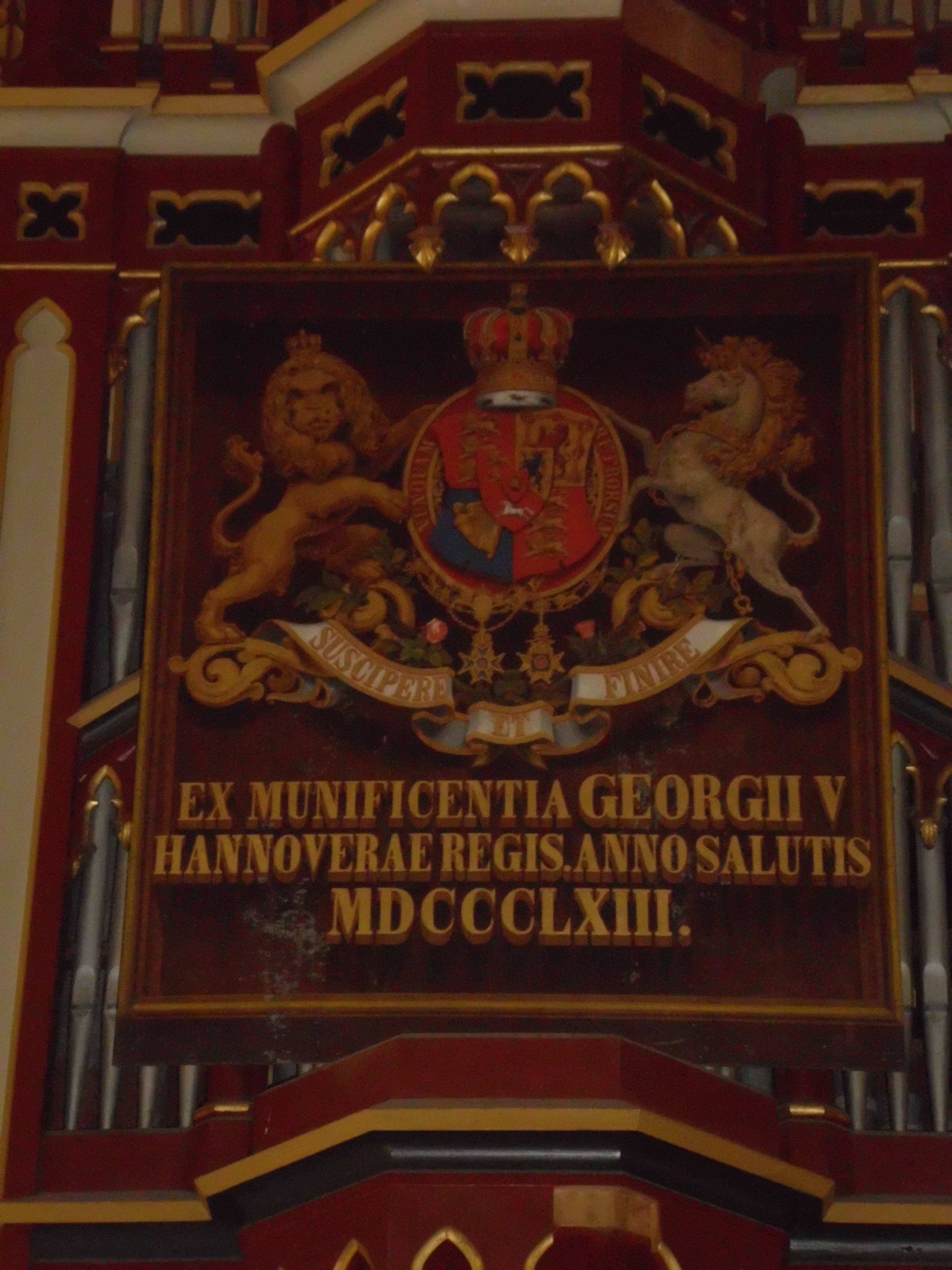
An der Orgel
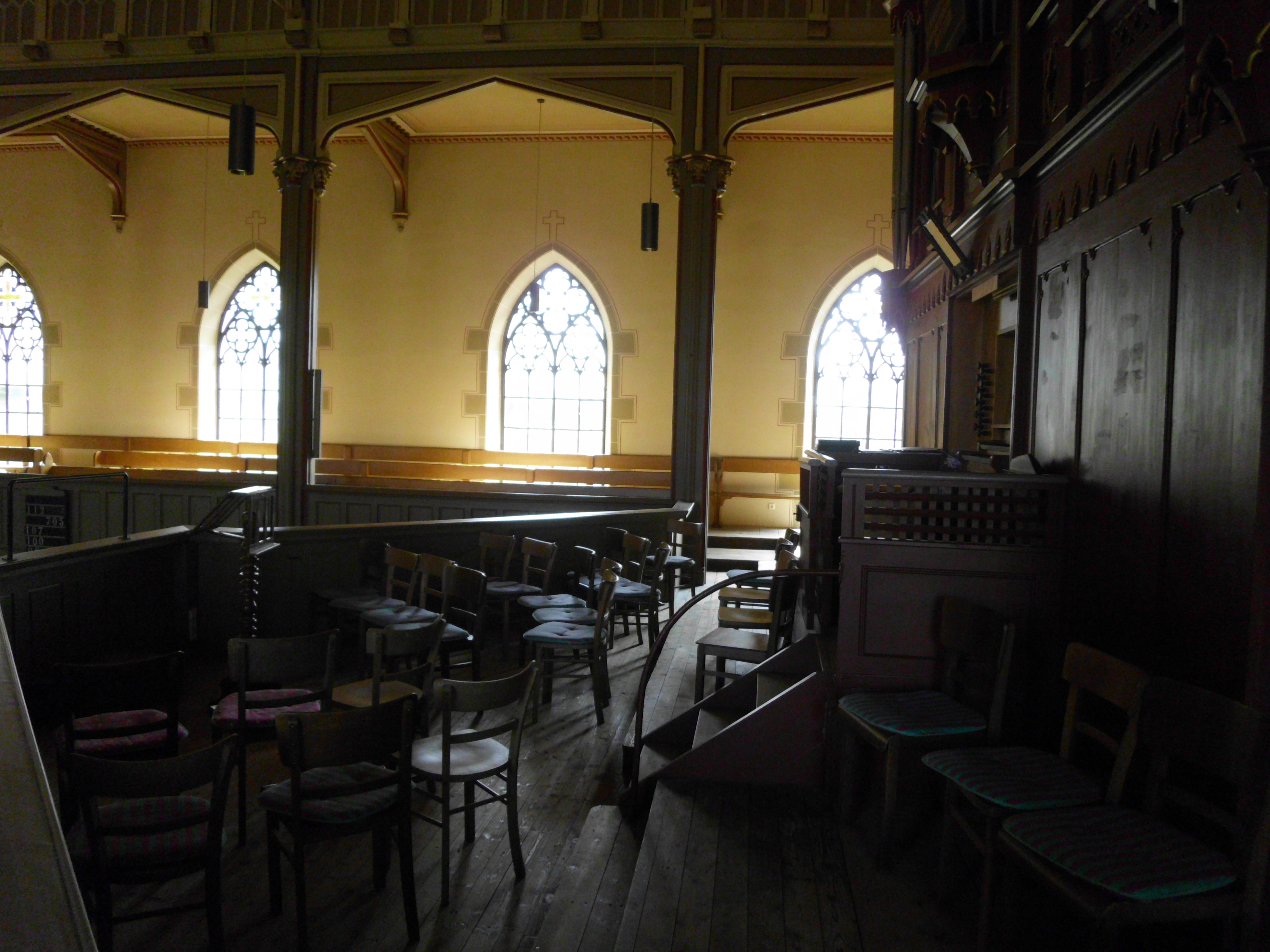
Vor der Orgel
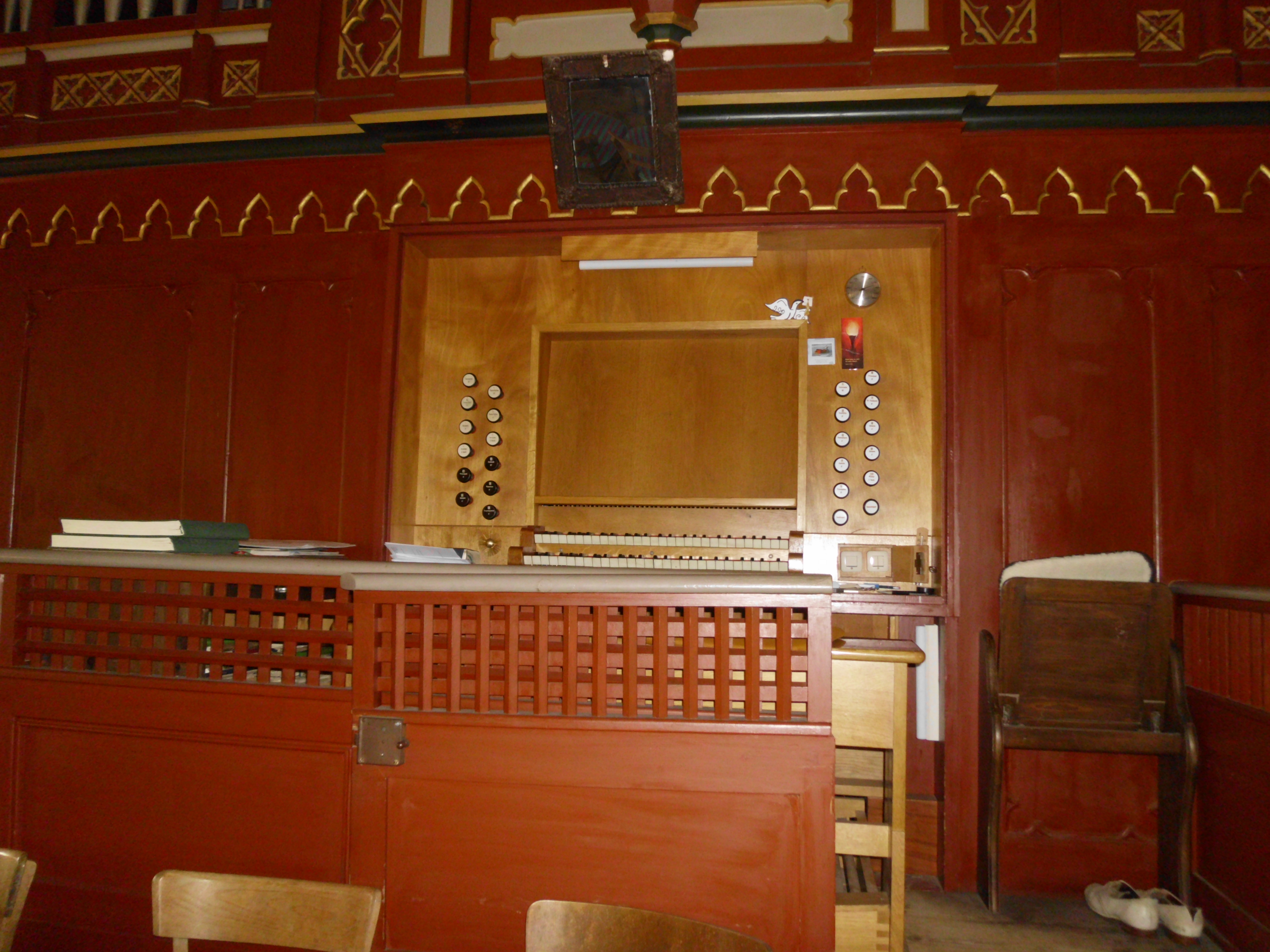
Platz des Organisten

### Taufbecken
Das Taufbecken besteht aus einer niedrigen Säule aus Marmor in deren Mitte eine Metallschale eingelassen ist. Am Rand der Schale sind die Worte "Lasset die Kindlein zu mir kommen und wehret ihnen nicht denn solcher ist das Reich Gottes mt. 10, 14" eingraviert.

## Glocke

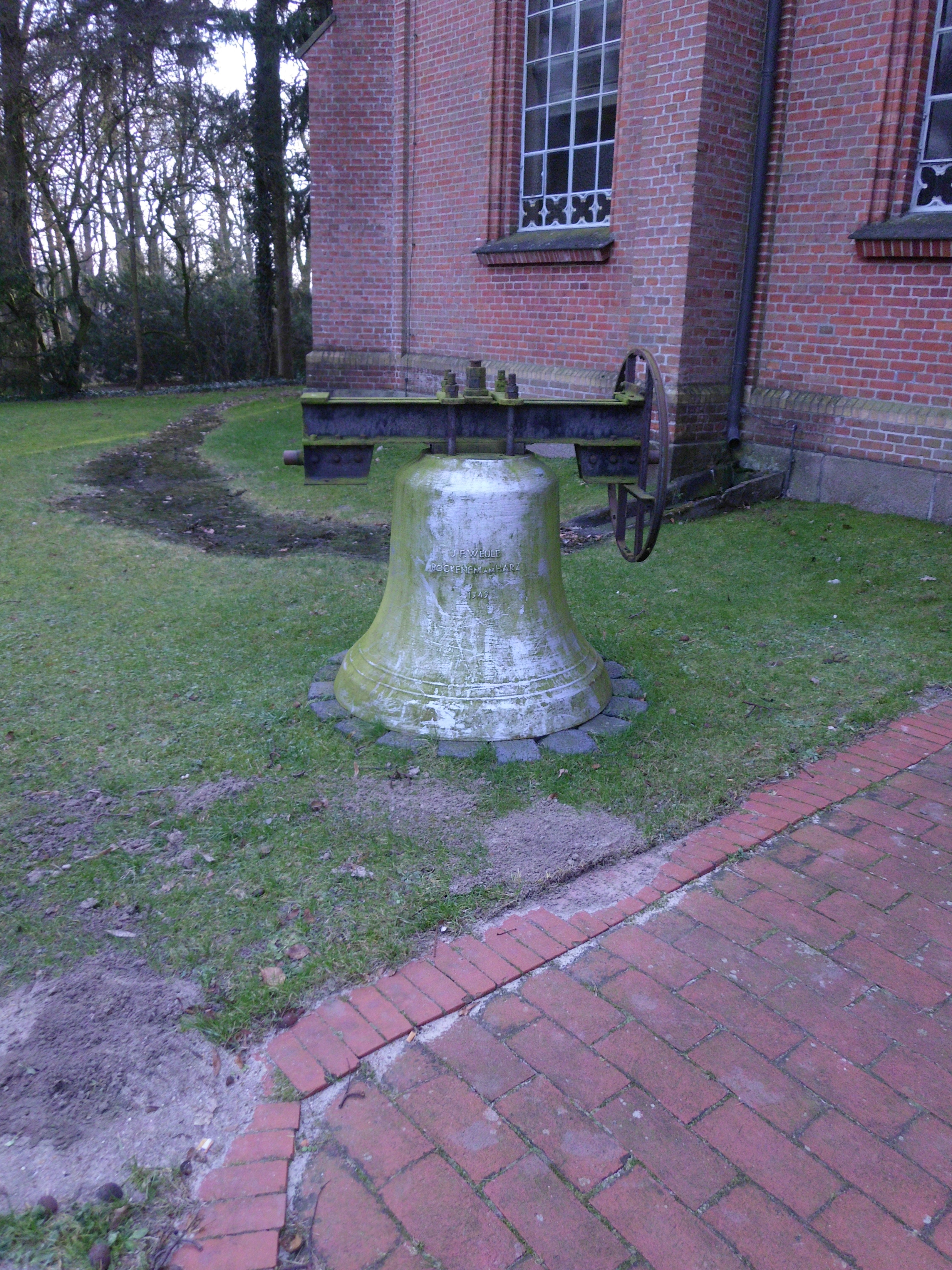
Um das Jahr 2010 ersetzte Stahlglocke

Die Kirche ist mit zwei Bronzeglocken, zusätzlich einer Uhrschlagglocke ausgestattet. 1889 erhielt die Kirche ihre beiden Glocken aus der Glockengießerei Radler in Hildesheim. Die kleinere hat einen Durchmesser von 101 cm und weist den Schlagton fis auf. Die größere (125 cm, Schlagton D) wurde am 27. Juli 1942 beschlagnahmt. Am 21. August 1949 wurde als Ersatz die von der Firma Weule gegossene Glocke (Schlagton a`) eingeweiht. Die beiden Bronzeglocken trugen folgende Inschrift: Große Glocke: "me fecit Lueneburgensis 1681 duce Georgio Guillelmo Hans Voss"/ Kleine: "duce Christiano Ludovici 1658 Paul Voss me fecit". Ungefähr 2010 wurde von der Glockengießerei Petit & Edelbrock in Gescher eine neue Bronzeglocke für die Gemeinde gegossen, die alte Stahlglocke steht nun vor der Kirche.
Die Glocken schlagen zu jeder vollen Stunde, hierbei wird für jede Stunde ein Schlag gerechnet, dies geschieht im 12-Stunden-System. Jede halbe Stunde schlagen die Glocken nur einmal. Außerdem schlagen die Glocken vor Gottesdiensten, am Samstag um 18:00 Uhr (hiermit wird der Sonntag eingeläutet) und bei Todesfällen immer um 12:00 Uhr.

## Das Kriegerdenkmal
Das Kriegerdenkmal, welches direkt vor der Kirche auf der linken Seite steht, wurde zum Gedenken an die Gefallenen des Ersten Weltkriegs erbaut. Auf der Vorderseite befindet sich die Inschrift "Unseren Kriegern, die im Weltkriege ihr Leben für uns ließen, in dankbarer Liebe gewidmet.

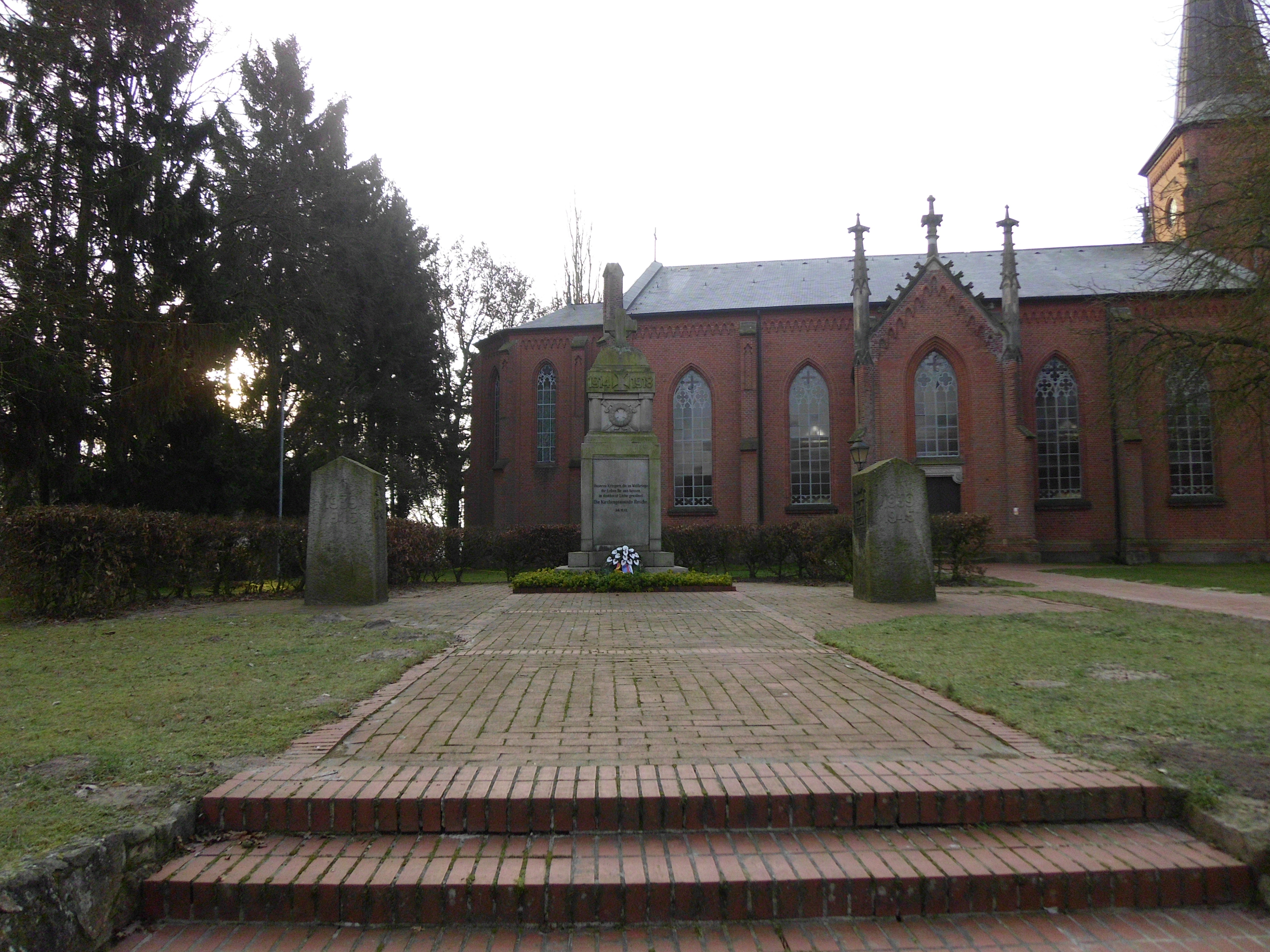
Denkmal zur Erinnerung an die Gefallenen des Ersten Weltkrieges

Die Kirchengemeinde Rosche, Joh. 15,13" (An dieser Bibelstelle steht: "Niemand hat größere Liebe als die, dass er sein Leben lässt für seine Freunde."). Auf den anderen drei Seiten des Denkmals werden die Gefallenen mit Name, Dienstgrad, Ort, Todesdatum und einer Bemerkung zu den Umständen des Todes. Die zwei kleineren Steine des Denkmals tragen jeweils die Jahre des Zweiten Weltkrieges 1939–1945.

## Namensgeber der Kirche
Die Kirche ist nach Johannes dem Täufer benannt, dieser war ein jüdischer Bußprediger, der um 28 in Galiläa und Judäa auftrat. Johannes wird im von Urchristen in griechischer Sprache verfassten Neuen Testament als Prophet der Endzeit und Wegbereiter Jesu Christi mit eigener Anhängerschaft dargestellt. Im Anschluss daran verehren ihn viele Kirchen als Heiligen.

## Gemeinde
Die Kirchengemeinde Rosche im Kirchenkreis Uelzen der Evangelisch-lutherischen Landeskirche Hannovers, zu der auch die Kapellengemeinde Polau der St.-Laurentius-Kapelle gehört, hat zurzeit gut 2.300 Gemeindeglieder in 27 Orten und Siedlungen.

### Die Pastoren 1602 bis 1986
Im Folgenden eine Abschrift der Pastoren aus dem Heft zum 125-jährigen Jubiläum der Ev.-luth. St. Johannis-Kirche Rosche 1862–1987
| Jahr      | Name                                        | Anmerkungen |
| --------- | ------------------------------------------- | --- |
| 1602      | Pastor Worke                                | |
| vor 1658  | Pastor Crusius (Krause)                     | |
| bis 1659  | Patos Crusius, der Sohn                     | † 1659 |
| 1659–1667 | Pastor Michael Praetorius                   | † Rosche 1667, 36 Jahre |
| 1668–1688 | Pastor Hinrich Blumenthal                   | † Rosche 1688 |
| 1692–1695 | Pastor Biedermann                           | |
| -1720     | Pastor Henrich Ernst Roffsack               | †Rosche 1720 |
| 1720      | Pastor Petrus Helm                          | † 1722, nur 4 Wochen allhier |
| 1721–1725 | Pastor Georg Christian Hasselmann           | †Rosche 1725, begraben in der Kapelle zu Polau |
| 1726–1762 | Pastor Heinrich Karl Schlötke               | †Rosche 1762 Er war Landwirtssohn aus Südhannover. Er fand in der Molbather Feldmark große Vorkommen von Kalkmergel und regte die Baern zum kalken der Felder an. Er hat sich um die Landwirtschaft unserer Gegend verdient gemacht. |
| 1760–1763 | Pastor Chr. Aug. Knophf                     | past. adj. heiratete die Tochter von Pastor Schlötke |
| 1763–1773 | Pastor Johann Hinrich Kahle                 | |
| 1773–1801 | Pastor Friedrich Willhelm Mannes            | war 28 Jahre in Rosche Pastor. † 1801, 73 Jahre alt |
| 1803–1836 | Pastor Melchior Friedrich Christian Clasing | † Rosche 25. Oktober 1838, auf dem neu angelegten Friedhof begraben |
| 1836–1856 | Pastor Lewin                                | |
| 1856–1566 | Pastor Wittrock                             | in seiner Amtszeit wurde die neue Kirche gebaut |
| 1866–1873 | Pastor Joel                                 | |
| 1874–1882 | Pastor Röhrsen                              | |
| 1882–1889 | Pastor Dankwerts                            | † Rosche 27.5.1898 |
| 1898–1907 | Pastor Alpers                               | |
| 1907–1934 | Pastor Schünemann                           | |
| 1934–1942 | Pastor Arnold Kreckow                       | gefallen 1942 in Russland |
| 1942–1946 | Pastor im Ruhestand Lohmann                 | aus Uelzen |
| 1946–1971 | Pastor Berthold Riechardt                   | in seiner Amtszeit wurden das Gemeindehaus, das Pfarrhaus und das Küsterhaus neu gebaut. Er war viele Jahre stellvertretender Propst von Uelzen.                                                                                     |
| 1971–1982 | Pastor Johannes Jansen                      | in seiner Amtszeit wurden in Polau die Kapelle restauriert und die Leichenhalle gebaut, sowie in Rosche die Orgel erneuert und der Kirchturm neu eingedeckt. Er war stellvertretender Vorsitzender des Kirchenkreistages Uelzen.     |
| 1983–1985 | Dieter Knauer                               | während seiner Amtszeit wurde im Zusammenhang mit der Neugestaltung der Ortsmitte auch das Kirchengelände neu angelegt. |
| ab 1986   | Henner Krause                               | |

## Trivia
Ungefähr zehn Jahre nach Einweihung der Roscher Kirche entschloss sich die Gemeinde Wechold, an ihren Kirchturm ein neues Kirchenschiff anzubauen. Nach Betrachtung verschiedener Baupläne ließ die Gemeinde Wechold nach den Plänen Wagners für die Roscher Kirche ihre St.-Marien-Kirche bauen. Bis auf ein paar Kleinigkeiten an der Außenseite der Kirche ist sie exakt dieselbe wie in Rosche.
Bei der Neubekrönung im Jahre 1972 fand man in der Kugel Angaben über die im Grundstein an der Nordost-Ecke der Kirche eingemauerten Flaschen mit Dokumenten und Münzen. In diesen Dokumenten wurde unter anderem über die Cholera und den Bau der Kirche berichtet.